# 阿拉斯加狹地

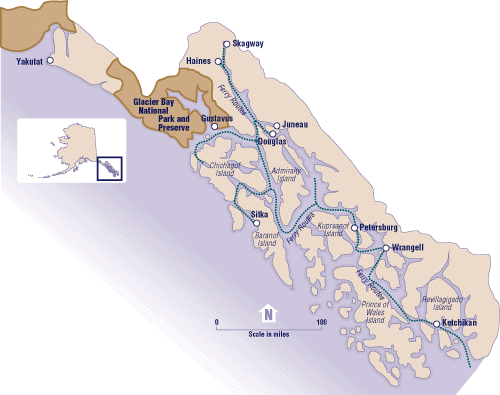
阿拉斯加狹地

阿拉斯加狭地（英語：Alaska Panhandle）是位于美国阿拉斯加州东南部的沿海狭长地带。该地区位于加拿大不列颠哥伦比亚省北部以西，北部的亚库塔特湾地区与加拿大育空地区相邻。狭地的西界为西经141度线，该线从太平洋海岸向北延伸约60公里，并由此向东南延伸至迪克森海峡。狭地南临太平洋，东北部沿边疆山脉与加拿大不列颠哥伦比亚省接壤。
该地区内分布着美国面积最大的国家森林——通加斯国家森林，以及冰川湾国家公园等重要保护区。阿拉斯加州首府朱诺亦位于狭地境内。

## 历史
阿拉斯加边界争议是19世纪末至20世纪初美国与英属北美之间的重要领土争端。1903年，经过国际仲裁，争端以美国胜诉告终，美国正式获得阿拉斯加狭地的主权。

## 交通
由于当地地形复杂且保持着原始自然状态，该地区的陆路交通极为有限。除北部的海德、斯卡圭和海恩斯可通过阿拉斯加公路连接加拿大外，几乎所有城镇社区都无陆路对外交通，包括州府朱诺在内的大部分地区只能通过轮渡或航空运输到达。因此，航空和海运成为该地区对外联系的主要交通方式。阿拉斯加海洋公路系统为该地区提供重要的海上交通服务。

## 面積人口
阿拉斯加狹地陸地面積有91,008.18平方公里 (35,138.46平方哩)，人口有72,954人(美國2000年人口普查)，42%的人口居住在朱諾。

## 行政分區
本地區有八個縣，分別是:
- 海恩斯自治市鎮
- 朱諾
- 克奇坎門自治市鎮
- 威爾斯親王-外克奇坎人口普查區
- 矽地卡
- 斯卡圭-胡納-安貢人口普查區
- 弗蘭格爾-彼得斯堡人口普查區
- 亞庫塔特 東半部